# Mediobogdum
Mediobogdum, appelé aujourd’hui fort romain de Hardknott, est un ancien fort romain de la province de Britannia, qui gardait le col de Hardknott, dominant la rivière britannique Esk, dans le comté anglais de Cumbria. Ses ruines font partie des propriétés de l’English Heritage.

## Historique
La fortification a été construite à l’époque d’Hadrien entre 120 et 138 ap. J.-C., et utilisée par la 4e cohorte de Dalmatie. Elle est abandonnée au milieu du IIe siècle en raison de l’avancée d’Antonin le Pieux en Écosse. Le fort est occupé à nouveau vers l’an 200, et continue à être utilisé jusqu’à la fin du IVe siècle. Durant cette période, une importante colonie romaine s’installe à l’extérieur du fort.
Des fouilles ont été menées au XIXe siècle, puis dans les années 1950 et 1960.
Le fort est aujourd’hui appelé « château de Hardknott » (Hardknott Castle), mais a été identifié par la Cosmographie de l’Anonyme de Ravenne, compilée au VIIe siècle, comme le fort « Mediobogdo », ou de manière plus correcte « Mediobogdum », ce qui signifie « place au milieu de la courbe » (probablement de la rivière).

## Description

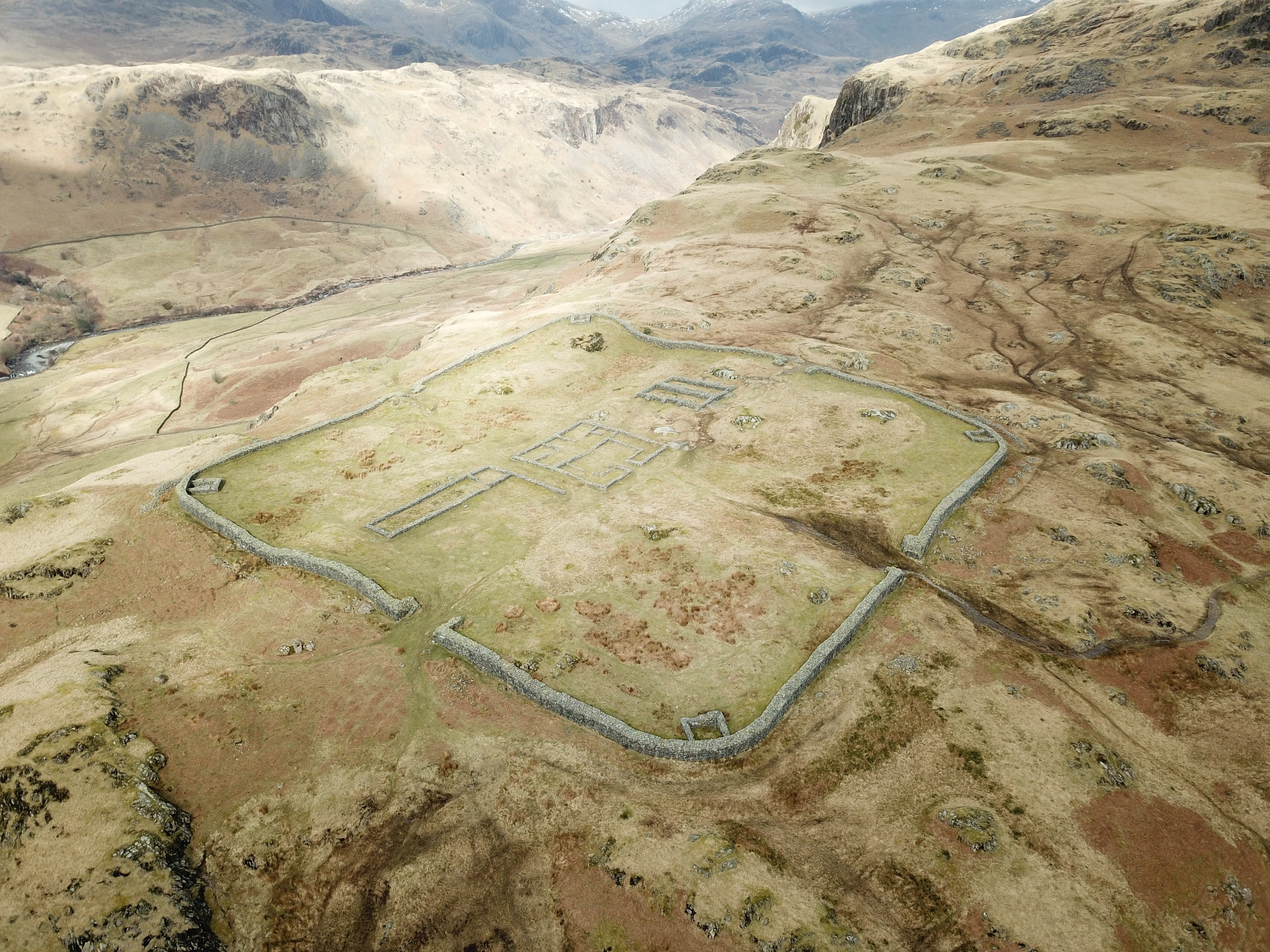
Vue aérienne de Mediobogdum. Photo mars 2018.

Le fort a été construit sur un éperon rocheux du côté ouest du col de Hardknott, d’où il permet de surveiller l’Esk autant en amont qu’en aval. Il était sur la route entre le fort de Galava, aujourd’hui à Ambleside, et la base navale de Glannoventa, aujourd’hui à Ravenglass.
Le fort est carré avec des angles arrondis, faisant 114 mètres de long à l’extérieur et 105 à l’intérieur. Le rempart d’environ 1,7 mètre d’épaisseur était complété par un fossé. Une muret marque les limites des greniers, des casernes et de la maison du commandeur. En dehors du fort proprement dit se trouvent des thermes (avec un sudatorium circulaire).
Aucune des portes n’avait de poste de garde. Seule la porta decumana était simple ; la porta praetoria faisait six mètres[précision nécessaire], et la portae principales en faisait cinq.

## Sources
1. ↑  (en) J. S. Jones, Hardknott Roman Fort, Kendal, Archaeological Society of Cumbria, 2000.
2. ↑  (en) A. L. F. Rivet et Colin Smith, The Place-Names of Roman Britain, Londres, B. T. Batsford, 1979 (ISBN 0-7134-2077-4).